# Calamoncosis acuta
Calamoncosis acuta är en tvåvingeart som beskrevs av Nartshuk 1973. Calamoncosis acuta ingår i släktet Calamoncosis och familjen fritflugor. Inga underarter finns listade i Catalogue of Life.